# Yahuarmayoia phaeoptera
Yahuarmayoia phaeoptera là một loài ruồi trong họ Tachinidae.